# Фридман, Александр Александрович (композитор)
Алекса́ндр Алекса́ндрович Фри́дман (19 (31) мая 1866, Санкт-Петербург — 1909, там же) — русский композитор, артист балета, отец физика А. А. Фридмана.

## Биография
Родился в Санкт-Петербурге в семье крещёного еврейского кантониста, лекарского помощника Придворного медицинского округа и губернского секретаря Александра Ивановича Фридмана (1839—1910) и его жены Елизаветы Николаевны Фридман. До переезда в Санкт-Петербург отец служил в госпиталях в Ревеле и Риге.
После окончания балетного отделения Петербургского театрального училища в 1884 году работал артистом кордебалета Императорского Мариинского театра (в 1896—1902 годах — ведущий артист кордебалета) и одновременно окончил Санкт-Петербургскую консерваторию по классу композиции Н. А. Римского-Корсакова в 1889 году и по классу фортепиано в 1891 году. С 1893 года выступал также как аккомпаниатор, с 1895 года состоял капельмейстером струнного и духового оркестров лейб-гвардейского Преображенского полка, одновременно служил в оркестре Императорской русской оперы, состоял членом Общества музыкальных педагогов и других музыкальных деятелей. Губернский секретарь.
Автор одноактных балетов «Шалость амура» (1890) и «Праздник лодочников» (1891, оба поставлены балетмейстером Л. И. Ивановым на сцене Санкт-Петербургского Императорского театра соответственно в 1890 и 1892 годах), фортепианных пьес (вальс-фантазия в четыре руки), увертюры «Фрина».
Жил на Миллионной улице, № 31—30 (в квартире отца, который в это время служил в придворно-медицинской части Дворцового управления); позже на набережной Мойки, № 35.

## Семья
Тесть А. А. Фридмана (отец его жены до 1897 года, музыкального педагога Людмилы Игнатьевны Фридман, 1869—1953) — музыковед, фольклорист, профессор оркестровки Санкт-Петербургской консерватории Игнатий Каспарович Воячек (1825—1916). Шурин — советский отоларинголог, академик Академии медицинских наук СССР, генерал-лейтенант, профессор Военно-медицинской академии Владимир Игнатьевич Воячек (1876—1971).
Вторым браком был женат на балерине Анне Христиановне Фридман (в девичестве и по сцене Иогансон).

## Публикации
- Шалость амура: анакреонтический балет в одном действии Л. Иванова. Музыка А. Фридмана. Представлено в 1-й раз 11 ноября 1890 г. СПб: Изд. Тип. Императорских спб. театров (Департ. Уделов), 1890.
- Les Espiègleries de l'Amour par A. Fridmann; op. 5 (Valse du Ballet). Шалость Амура (вальс). Verlag von Jul. Heinr. Zimmermann. Leipzig, St. Petersburg, Moskau.